# John Corabi
John Corabi (Filadelfia, 26 aprile 1959) è un chitarrista e cantante statunitense.
Ha collaborato con molti artisti come Angora, The Scream, Mötley Crüe, Union, ESP (gruppo del batterista dei Kiss Eric Singer), Ratt (come chitarrista solista), Twenty 4 Seven (con Bobby Blotzer, batterista dei Ratt), Zen Lunatic, Brides of Destruction, e Angel City Outlaws (con Robbie Crane, Bobby Blotzer e Keri Kelli, tutti membri dei Ratt).

## Biografia
Agli inizi della sua carriera, John era membro della band di breve durata "Angora". Nel 1986, ricevette un'importante proposta da parte degli allora neonati Skid Row, alla ricerca di un cantante. Egli però rifiutò l'offerta, e gli Skid Row trovarono il successo con Sebastian Bach alla voce.
Nel 1989 formò i The Scream assieme al bassista Juan Alderete e il chitarrista Bruce Bouillet provenienti dai Racer X (gruppo che lanciò il virtuoso chitarrista Paul Gilbert), e il batterista degli Shark Island, Woodward III. Nel 1990 Corabi ricevette una proposta da parte dei Britny Fox, che nello stesso anno vennero abbandonati dal leader Dean Davidson, ma John declinò la proposta. Con i The Scream pubblicò l'album Let It Scream nel 1991. Ma nello stesso anno Corabi lasciò la band, e due anni dopo i The Scream si sciolsero.
Quando i Mötley Crüe cacciarono dalla band il cantante Vince Neil nel 1992, John Corabi divenne un candidato per entrare nella loro band. Altro candidato era Stephen Shareaux dei Kik Tracee, ma infine sceglieranno proprio Corabi. Nikki Sixx e Tommy Lee avrebbero tratto dei notevoli vantaggi dalla presenza di John, la cui voce risultava più profonda e potente di quella di Vince, e anche per avere un contributo nel songwriting. La voce di John infatti dava un altro impatto, diversamente dalla voce di Vince, più improntata su sonorità melodiche. John registrò un solo album con la band, l'omonimo Mötley Crüe nel 1994, per poi essere sostituito nuovamente da Vince Neil nel 1996.
Nello stesso anno, forma gli Union con Bruce Kulick (ex chitarra dei Kiss), il bassista Jamie Hunting, e il batterista Brent Fitz. Pubblicano tre album, Union (1998), Live in the Galaxy (Live) (1999) e The Blue Room (2000).
Successivamente Corabi entrò nel gruppo ESP (Eric Singer Project), formata da Eric Singer alla batteria e Bruce Kulick alla chitarra, entrambi ex membri dei Kiss, e Karl Cochran. Il gruppo pubblicò un unico album composto da cover, Lost and Spaced nel 1998, che fu poi ristampato l'anno successivo, con i brani aggiornati.
Nel 2000 entra a far parte dei Ratt nel ruolo di chitarrista.
Nel novembre 2012 esce il suo nuovo album da solista Unplugged, composto sia da brani della sua carriera passata, rivisitati in chiave acustica, sia da inediti, a cui seguiranno varie performance live come solista.

## Discografia

### Da solista
- 2006 - Uncovered
- 2012 - Unplugged

### Con i The Scream
- 1991 - Let It Scream

### Nei[Mötley Crüe
- 1994 - Mötley Crüe

#### Raccolte
- 1994 - Quaternary
- 2003 - The Best of Motley Crue (20th Century Masters)
- 2004 - Music to Crash Your Car to - Volume 2
- 2005 - Red, White and Crue

### Con gli Union
- 1998 - Union
- 1999 - Live in the Galaxy
- 2000 - The Blue Room

### Con i The Dead Daisies
- 2015 – Revolución
- 2016 – Make Some Noise
- 2018 – Burn It Down

### Altri album
- 1988 - Angora - KNAC Sons of Pure Rock: "Shake Shake"
- 1998 - ESP - Lost and Spaced
- 2001 - George Lynch - Will Play for Food
- 2002 - Twenty 4 Seven - Destination Everywhere
- 2003 - Rikki Rockett - Glitter 4 Your Soul
- 2003 - Bruce Kulick - Transformer
- 2004 - Brides of Destruction - Here Come the Brides
- 2005 - Voodooland - Give Me Air
- 2005 - Angora - Hollywood Rocks
- 2006 - ESP - Live in Japan
- 2007 - Shameless - Famous 4 Madness
- 2008 - George Lynch - Scorpion Tales

### Tribute album
- 1998 - Forever Mod: Portrait of a Storyteller
- 1998 - Thunderbolt: A Tribute to AC/DC
- 1999 - Van Halen Tribute: Hot for Remixes
- 2000 - Little Guitars: A Tribute to Van Halen
- 2000 - Leppardmania: A Tribute to Def Leppard
- 2000 - Covered Like a Hurricane: A Tribute to the Scorpions
- 2001 - Livin' on a Prayer: A Tribute to Bon Jovi
- 2001 - One Way Street: A Tribute to Aerosmith
- 2001 - Bulletproof Fever: A Tribute to Ted Nugent
- 2002 - Welcome to the Jungle: A Tribute to Guns N'Roses
- 2002 - A Tribute to Journey
- 2005 - Tribute to the Scorpions: Six Strings, Twelve Stings
- 2006 - '80s Metal - Tribute to Van Halen
- 2007 - Always: A Tribute to Bon Jovi